# Charlotte Football Club
O Charlotte Football Club, conhecido como Charlotte FC, é uma franquia de expansão da Major League Soccer. A equipe manda seus jogos no Bank of America Stadium em Charlotte, Carolina do Norte . A equipe pertence a David Tepper, que recebeu a franquia de expansão em 17 de dezembro de 2019.

## História

### Futebol em Charlotte
Historicamente, a área de Charlotte abriga vários times de futebol da divisão inferior, sendo a primeira o Carolina Lightnin no início dos anos 80. O Lightnin venceu a American Soccer League em 1981, jogou na frente de 20.163 pessoas no American Legion Memorial Stadium . Depois que a liga dobrou em 1983, a equipe jogou por uma temporada como Charlotte Gold na United Soccer League antes de interromper as operações. O futebol profissional não retornou a Charlotte até a fundação do Charlotte Eagles em 1991, que ingressou na USISL em 1993.
Charlotte estava na lista de cidades interessadas em ingressar na Major League Soccer (MLS) em 1994, antes da temporada inaugural da liga, mas não recebeu uma franquia. Charlotte também foi nomeada como um lar em potencial para uma equipe de expansão em 1996 e 1998, mas perdeu em favor de outras cidades. O Charlotte Convention Center sediou a conferência MLS SuperDraft e a Associação Nacional de Treinadores de Futebol da América em janeiro de 2004. Desde a renovação do Bank of America Stadium em 2014, a cidade já sediou vários jogos amistosos e internacionais, incluindo a CONCACAF Gold Cup e a International Champions Cup, que atraíram fortes números de participantes. A área também possui uma grande população de jogadores de futebol, centrada em ligas recreativas que levaram outros esforços para atrair uma equipe profissional para Charlotte.

### Tentativas não sucedidas de entrar na MLS
Uma outra equipe profissional, o Charlotte Independence, foi fundada em 2014 e substituiu o Eagles na  USL Championship, que é equivalente a segunda divisão. A equipe mudou-se para um estádio específico de futebol  em Matthews, Carolina do Norte, em 2017. O grupo de proprietários do Independence havia expressado seu objetivo de ganhar uma equipe de expansão da MLS quando o clube foi fundado, e propôs uma grande renovação no American Legion Memorial Stadium em 2015 que o tornaria um estádio específico para o futebol . A equipe contratou uma empresa de investimentos esportivos em outubro de 2016 para anunciar a oferta da MLS a potenciais investidores enquanto preparava outros planos do estádio.
Uma oferta separada de Charlotte foi formada no final de 2016 por Marcus G. Smith, da Speedway Motorsports, os proprietários do Charlotte Motor Speedway, com o apoio de líderes empresariais locais. A proposta propunha a construção de um novo estádio no local do Legion Stadium, com 20.000 a 30.000 assentos que custariam US $ 175 milhões, incluindo US $ 87,5 milhões financiados pelos governos da cidade e do condado e um empréstimo de US $ 75 milhões ao grupo de proprietários. O Conselho de Comissários do Condado de Mecklemburgo votou em 5–3 a favor do plano do estádio, enquanto o Conselho da Cidade de Charlotte decidiu contra uma votação sobre o assunto antes do prazo final da licitação em 31 de janeiro de 2017.
Smith apresentou a proposta sem o apoio do conselho da cidade, em vez de confiar no plano de financiamento do governo do condado. Vários oficiais da liga visitaram Charlotte em julho de 2017, mas o conselho da cidade e os comissários do condado cancelaram suas reuniões durante a turnê. Charlotte também enfrentou a concorrência de uma proposta apresentada por Raleigh, Carolina do Norte, que também faziam parte da lista de doze cidades e tinham apoio do governo do estado. O governo do condado de Mecklenburg votou em agosto contra sua contribuição financeira para o projeto do estádio a favor de adiar a questão para o governo da cidade, que se recusou a votar. A MLS reduziu sua lista de candidatos em novembro de 2017 para quatro cidades, deixando de fora Charlotte.

### Proposta de Tepper
O gerente de fundos de hedge e bilionário David Tepper se tornou o proprietário da Carolina Panthers da Liga Nacional de Futebol Americano em julho de 2018 e sugeriu seu interesse em levar a Major League Soccer para Charlotte. O novo presidente da equipe dos Panthers, Tom Glick, era anteriormente o chefe de operações do Manchester City FC e também estava envolvido na oferta de expansão da MLS pelo New York City FC . Glick foi encarregado de organizar uma oferta de expansão da MLS para a Tepper, que teve várias reuniões com oficiais da liga antes da próxima janela de ofertas ser aberta em abril de 2019.
Tepper apresentou uma oferta formal de expansão para Charlotte à liga em julho de 2019, pouco antes de reuniões com oficiais da liga e passeios adicionais ao Bank of America Stadium. Ele anunciou planos em setembro de atualizar o estádio do Bank of America existente para torná-lo adequado para uma equipe da MLS, que incluiria até US $ 210 milhões em contribuições do governo da cidade. Tepper também discutiu a construção de um novo estádio para os Panthers com teto retrátil para a prática de futebol . Em novembro, o comissário da MLS, Don Garber, nomeou Charlotte como pioneira na conquista da 30ª equipe, elogiando os esforços de Tepper e os planos da oferta.
O Charlotte City Council aprovou US $ 110 milhões em financiamento de estádios e franquias no final de novembro, usando a receita de um imposto de hospitalidade . O Conselho de Governadores da MLS se reuniu no início de dezembro para discutir a oferta de Charlotte e autorizou negociações finais com a Tepper. A equipe de expansão foi oficialmente premiada com Charlotte pela MLS em um evento no Museu da Casa da Moeda em 17 de dezembro de 2019, para começar a jogar em 2021. A taxa de expansão a ser paga pela Tepper é de aproximadamente US $ 325 milhões, um aumento de 62,5% em relação ao que foi pago pelas propostas bem-sucedidas de St. Louis e Sacramento no início do ano. A equipe vendeu 7.000 depósitos de ingressos para a temporada nas primeiras 24 horas após o anúncio da expansão. Em 17 de julho de 2020, a MLS anunciou que a estréia da equipe de expansão de Charlotte seria adiada em um ano para 2022 devido à pandemia do COVID-19 .

## Identidade do clube
Em dezembro de 2019, vários meios de comunicação informaram que a Tepper Sports havia apresentado um registro de marca registrada que incluía oito nomes em potencial: Charlotte FC, Charlotte Crown FC, Charlotte Fortune FC, Charlotte Fortune FC, Charlotte Monarchs FC, Charlotte Athletic FC, Charlotte Town FC, Carolina Gliders FC e All Carolina FC. Um anúncio de nome foi agendado para junho de 2020, mas foi adiado por um mês devido à pandemia do COVID-19 . Os organizadores da licitação assinaram um contrato plurianual com a Ally Financial em julho de 2019 para ser o patrocinador do kit para a equipe da MLS então não anunciada. O nome, o escudo e outros elementos de identidade foram revelados em 22 de julho de 2020.

## Uniformes
| 2022 | Ver evolução | Atual |

## Estádio

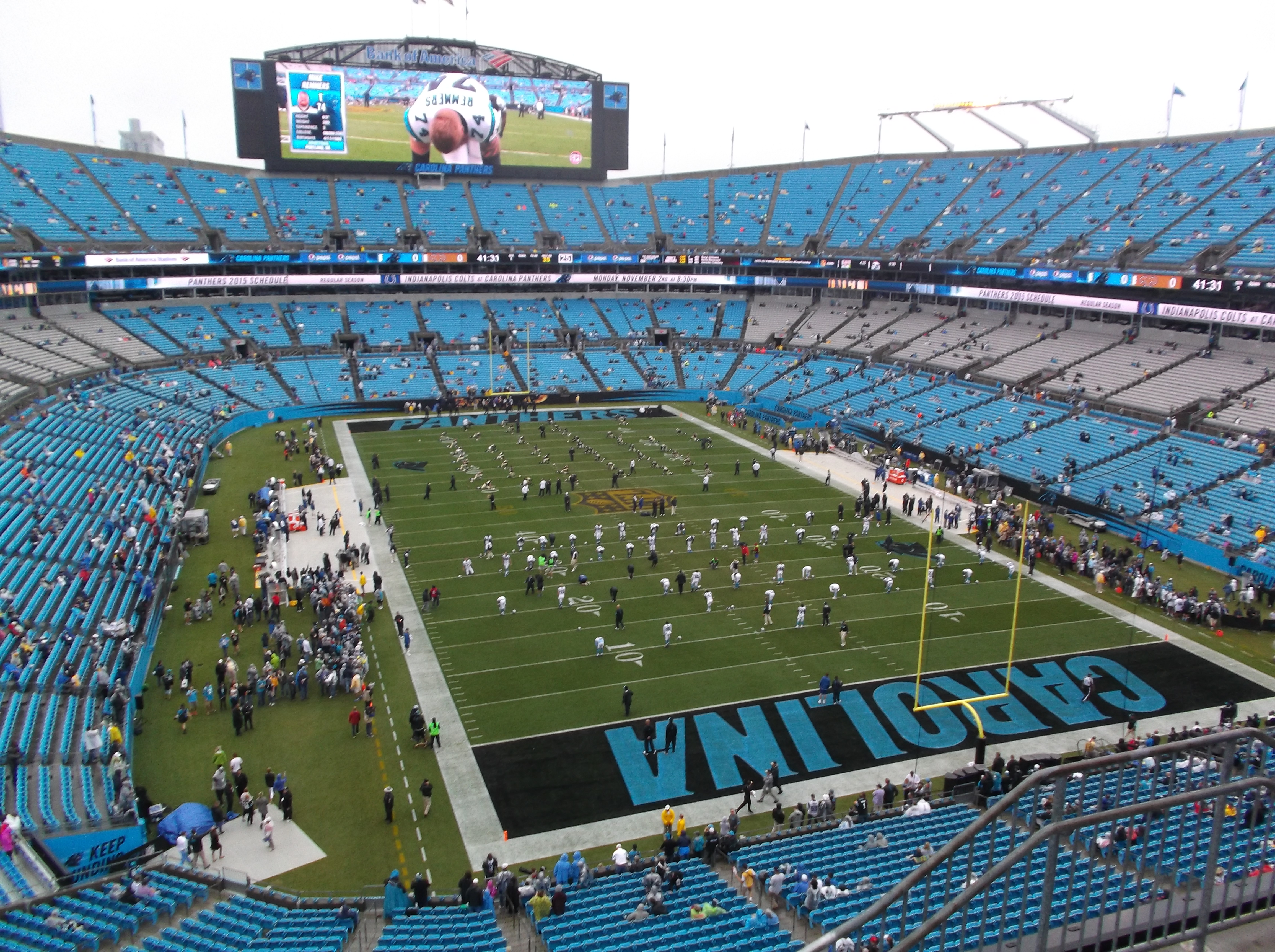
Bank of America Stadium, a casa planejada do clube

A equipe jogará no Bank of America Stadium, um estádio de futebol americano com 75.525 lugares e sede do Carolina Panthers da National Football League . Uma grande reforma, a ser parcialmente financiada pelo governo da cidade, está prevista para acomodar o futebol no estádio, incluindo novos vestiários e um túnel central. A equipe planeja usar apenas as partes inferiores do clube e da bacia do estádio, limitando a capacidade em cerca de 40.000 lugares. A sede e as instalações de treinamento da equipe estão planejadas para ficar no antigo local do Eastland Mall, uma propriedade da cidade.

## Proprietário e gestão
A equipe é de propriedade de David Tepper, gerente e empresário bilionário de fundos de hedge . Ele se tornou o proprietário dos Carolina Panthers da Liga Nacional de Futebol Americano em 2018. Tepper é o proprietário mais rico da NFL e da MLS, com um patrimônio líquido estimado em US $ 12 bilhões. Zoran Krneta, um olheiro profissional, foi contratado como diretor esportivo da equipe em dezembro de 2019. O ex-técnico da Carolina Dynamo, Marc Nicholls, foi nomeado diretor técnico do clube em janeiro de 2020 e dirigirá o sistema de academias para jovens.

## Cultura do clube
O maior grupo de apoiadores locais, o Mint City Collective, foi lançado em junho de 2019 para apoiar a oferta de expansão da MLS. Foi fundada por vários membros do Roaring Riot, um fã-clube de Panteras e tem 600 membros Desde December 2019   . Outros grupos de apoiadores incluem a Queen's Firm, fundada em 2017, e o West End Collective.